# Fräulein Kitty
Fräulein Kitty ist ein US-amerikanisches Filmdrama, inszeniert im Jahr 1940 von Sam Wood. Das Drehbuch basiert auf dem gleichnamigen Roman von Christopher Morley. In Deutschland wurde der Film erstmals am 7. Oktober 1947 in den Kinos gezeigt.

## Handlung
An einem Winterabend steht Kitty Foyle, Angestellte eines Kosmetiksalons, vor einer schweren Wahl: Entweder heiratet sie den jungen Arzt Mark Eisen, oder sie segelt mit ihrer Jugendliebe Wynnewood „Wyn“ Stafford davon. Kitty denkt an ihre Jugendjahre in Philadelphia zurück.
Die Träumereien der jungen Kitty nach einem Traummann nehmen derart überhand, dass ihre schulischen Leistungen absinken. Fünf Jahre später trifft sie Wyn Stafford, in den sie sich sofort verliebt. Wyn bietet ihr eine Stellung in seinem neuen Unternehmen an. Obwohl auch Wyn etwas für die junge Frau empfindet, kann er sich nicht aufraffen, um ihre Hand anzuhalten und damit das Leben in der Gesellschaft Philadelphias aufzugeben.
Nachdem ihr geliebter Vater gestorben ist, zieht Kitty nach New York. Sie lernt den Arzt Mark Eisen kennen und verabredet sich immer wieder mit ihm. Wyn kommt ihr nach, beide heiraten. Zurück in Philadelphia versuchen Wyns Eltern, die junge Ehefrau in die Gesellschaft zu integrieren, doch Kitty rebelliert. Sie beklagt sich bei Wyn, doch dem ist mehr an der gesellschaftlichen Stellung und am Geld seiner Eltern gelegen. So wird ihre Ehe annulliert.
Wieder in New York angekommen, erfährt Kitty, dass sie schwanger ist. Außerdem hört sie davon, dass Wyn eine Frau aus der gehobenen Gesellschaft Philadelphias geheiratet hat. Kitty beschließt, ihr Kind alleine großzuziehen. Doch das Baby stirbt bei der Geburt. Einige Jahre später kehrt Kitty wieder nach Philadelphia zurück, diesmal um eine Filiale des Kosmetiksalons zu eröffnen. Sie lernt Wyns Frau und seinen Sohn kennen. Dabei denkt sie über ihre Vergangenheit nach und entscheidet sich, nach New York zu gehen und Mark Eisen zu heiraten, der geduldig auf sie wartet.

## Kritik
„In umständlichen Rückblenden erzähltes Frauenschicksal, vorzüglich gespielt.“

## Auszeichnungen
Oscarverleihung 1941
- Oscar in der Kategorie Beste Hauptdarstellerin an Ginger Rogers
- Nominierung in der Kategorie Bester Film
- Nominierung in der Kategorie Beste Regie für Sam Wood
- Nominierung in der Kategorie Bestes adaptiertes Drehbuch für Dalton Trumbo
- Nominierung in der Kategorie Bester Ton für John Aalberg

## Hintergrund
Für die Produktionsgesellschaft RKO war der Film der Kassenschlager von 1940. Er brachte ca. 870.000 US-Dollar an Gewinn ein. Der Originaltitel des Films hat den Untertitel The Natural History of a Woman. Der Roman diente auch als Vorlage für ein Radio-Hörspiel, das 1942 erstmals ausgestrahlt wurde. 1958 folgte eine TV-Serie mit dem Titel Kitty Foyle.
In einer Kleinrolle als Pianist ist der Onkel der Schauspielerin Sigourney Weaver, Doodles Weaver, zu sehen.
Donald Ogden Stewart war bei diesem Film für die Adaption des Romanes zuständig. Im gleichen Jahr gewann er den Oscar für sein Originaldrehbuch des Films Die Nacht vor der Hochzeit (The Philadelphia Story).

## Soundtrack
- I Want a Girl von Harry Von Tilzer und Will Dillon
- Daisy Bell von Harry Dacre
- The Battle Cry of Freedom von George F. Root
- I’ll See You In My Dreams von Isham Jones und Gus Kahn
- Happy Days Are Here Again von Jack Yellen und Milton Ager
- Three Little Words von Bert Kalmar und Harry Ruby
- Home!Sweet Home!, Volkslied
- Geschichten aus dem Wienerwald von Johann Strauss
- The Sidewalk of New York von Chas B. Lawlor und James W. Blake
- Brautchor aus der Oper Lohengrin von Richard Wagner